# Tablice rejestracyjne w Kosowie

Ilustracja przedstawiająca jedną z tablic rejestracyjnych w Kosowie (RKS) wydawanych od 2010 roku

Tablice rejestracyjne w Kosowie wydawane są przez Ministerstwo Spraw Wewnętrznych Republiki Kosowa. Od 1 czerwca 2012 roku wszyscy mieszkańcy Kosowa mają obowiązek wyposażyć swoje samochody w tablice KS lub RKS. Nieprzestrzeganie skutkuje konfiskatą tablic rejestracyjnych spoza Kosowa (w tym tablic serbskich z numerami okręgów dla żądanych okręgów Kosowa) i oskarżeniami prawnymi.

## Numeracja i liternictwo
W dniu 6 grudnia 2010 roku wprowadzono nowy wzór zawierający litery RKS (Republika Kosowa) na niebieskim polu, dwucyfrową liczbę odpowiadającą okręgom Kosowa, herb Kosowa, trzycyfrową liczbę i wreszcie dwa listy seryjne. Trzycyfrowy numer zaczyna się od 101, a litery od AA. Pozostałe tablice ze starym wzorem wydane w ramach UNMIK zostaną zastąpione nowymi, gdy ich rejestracja będzie oczekiwać na odnowienie.
| Kod | Dystrykt  |
| --- | --------- |
| 01  | Prisztina |
| 02  | Mitrovica |
| 03  | Peja      |
| 04  | Prizren   |
| 05  | Ferizaj   |
| 06  | Gjilan    |
| 07  | Gjakova   |

## Tablice pojazdów, przyczep i motocykli
Poziome tablice pojazdów powinny być w kolorze białym retro – odblaskowym, cyfry i litery w kolorze czarnym, natomiast rama powinna być w kolorze czarnym z 4 szerokość mm. Na wszystkich tablicach poziomych, w pierwszej poziomej części tablicy, która jest w kolorze niebieskim, umieszczony jest kod Republiki Kosowa, RKS, w kolorze złotym. W drugiej części tablicy zaznaczono postacie z danego regionu.
Ponadto powinien znajdować się godło państwowe, trzycyfrowe liczby, a następnie pozioma linia. Na końcu tablicy zaznaczone są dwie litery standardowego alfabetu łacińskiego od A do litery Q. Trzycyfrowe numery tablic rejestracyjnych zwykłych, poziomych i kwadratowych pojazdów będą rozpoczynane od numeru 101.

## Specjalne tablice
- Tablice rejestracyjne pojazdów eksportowych mają niebieskie tło i białą czcionkę.
- Pojazdy policyjne mają czerwoną czcionkę.
- Siły Bezpieczeństwa Kosowa mają ciemnozielone tło i żółtą czcionkę, litery „FSK”, trzycyfrową liczbę, a następnie liczbę dwucyfrową.
- Tablice dyplomatyczne EULEX miały czarno-białe tło. Czarne tablice miały przedrostek „UE” i przyrostek „PV”, natomiast białe tablice miały przedrostek „UE” i przyrostek „LEX”.
- Tablice OBWE są czarno-białe i mają przedrostek „OBWE”.
- Tablice NATO Force mają niebieskie tło, białą czcionkę i przedrostek „KFOR”.
- Tablice UNMIK mają na górze napis „UNMIK”, po którym następują cyfry.

## Tablice KS z czasów UNMIK
Tablice te wydawane były pod administracją UNMIK od 1999 do 2010 roku. Od 1 listopada 2011 r. ich wydawanie zostanie wznowione obywatelom chcącym przedostać się do Serbii, ponieważ ta ostatnia akceptuje tylko te tablice, a nie nowe tablice RKS. Składają się z trzycyfrowej liczby i dwuliterowego skrótu KS, oznaczającego „Kosowo”, zakończonego kolejną trzycyfrową liczbą. Tablice te nie były już oficjalnie wydawane w 2020 r.

## Galeria

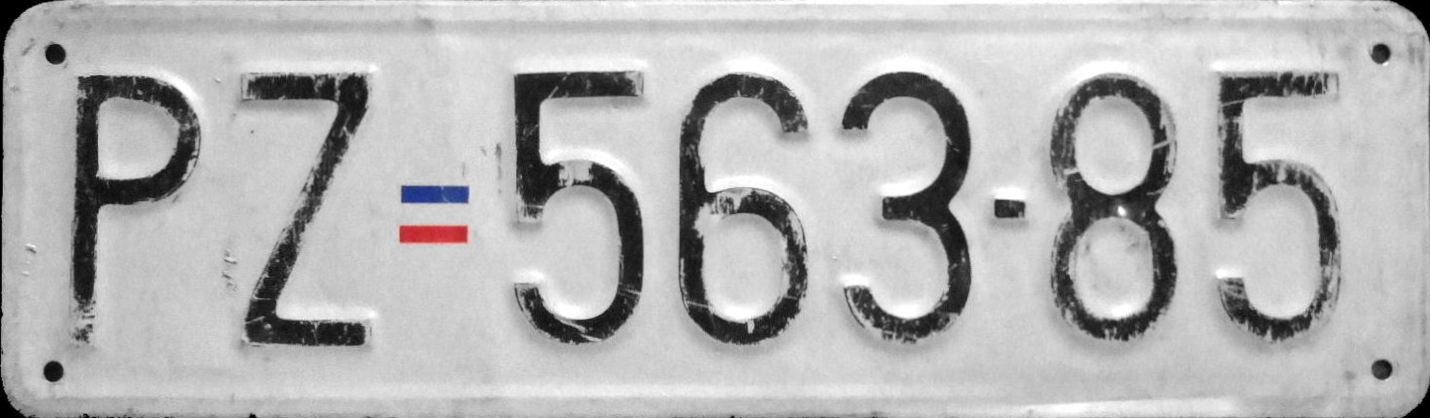
Przykład formatu wydanego od 1998 r. do 30.09.1999 r
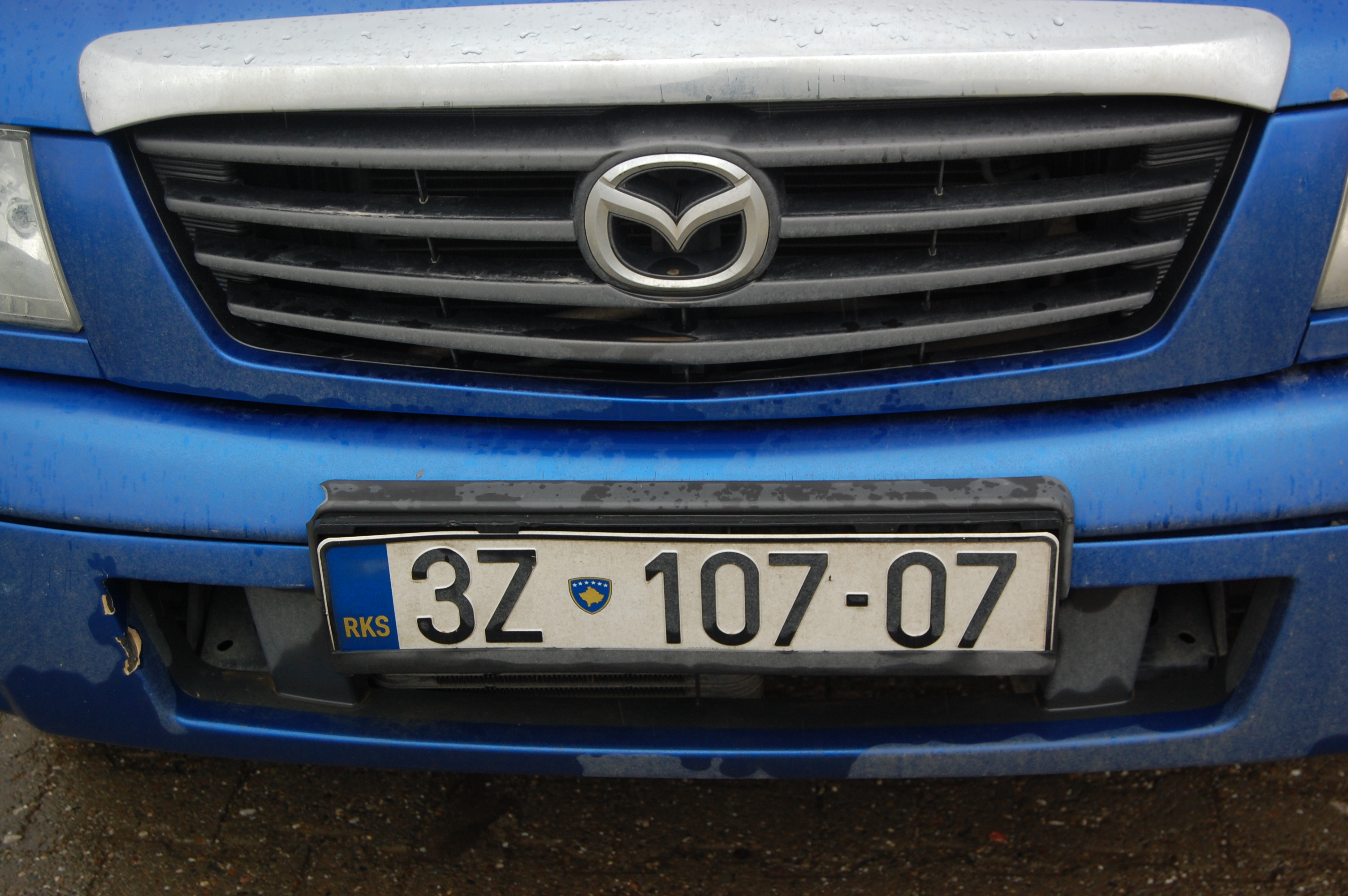
Tablica z przodu samochodu od organu rządowego
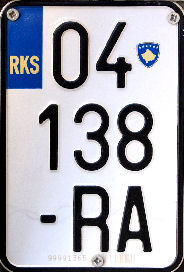
Format dla motorowerów i hulajnóg ≤ 125 cm³
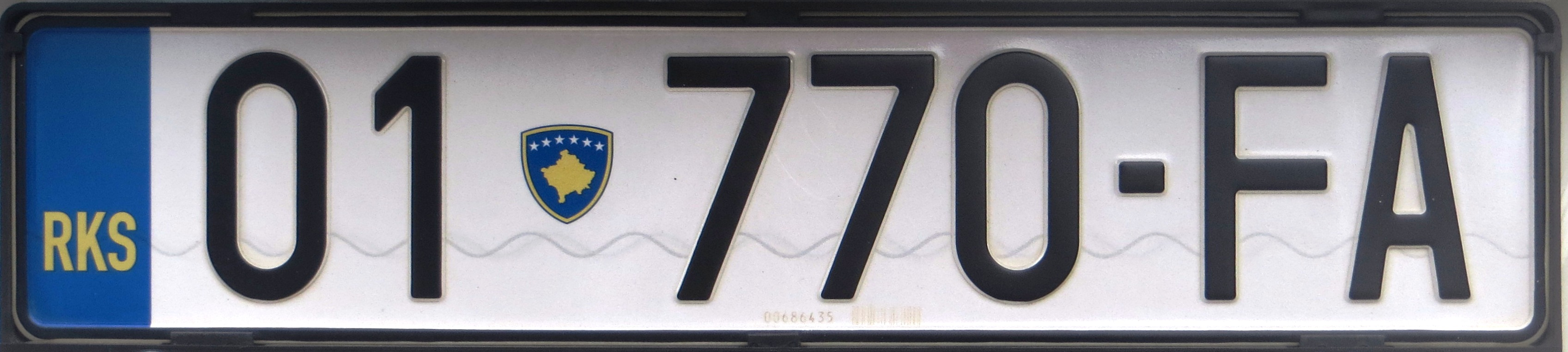
Tablice samochodowe
Tablice celne
Tablice Sił Bezpieczeństwa Kosowa
Tablice Korpusu Ochrony Kosowa w 2000 r.
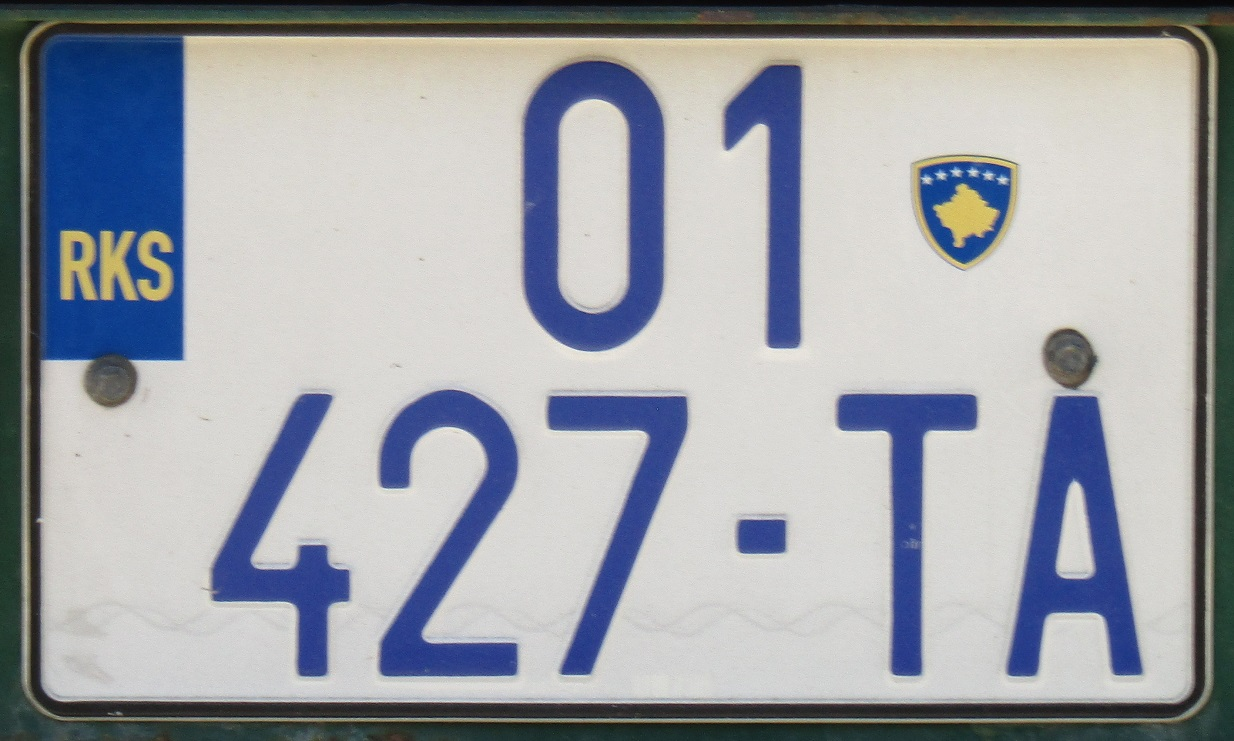
Format przyczep
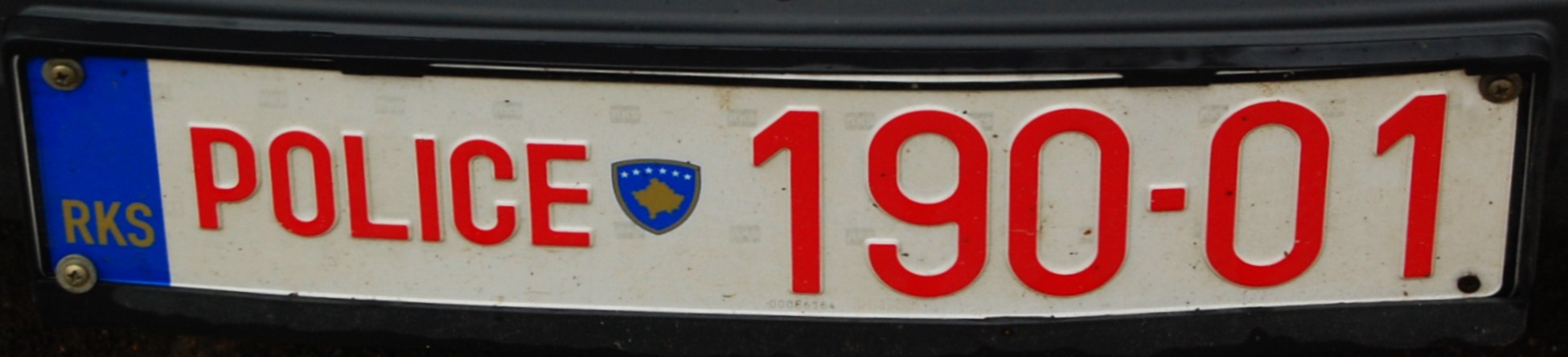
Tablica rejestracyjna pojazdu policyjnego
Tablica rejestracyjna pojazdu Sił Bezpieczeństwa Kosowa w stylu używanym do 2013 roku (godło państwowe po lewej stronie)
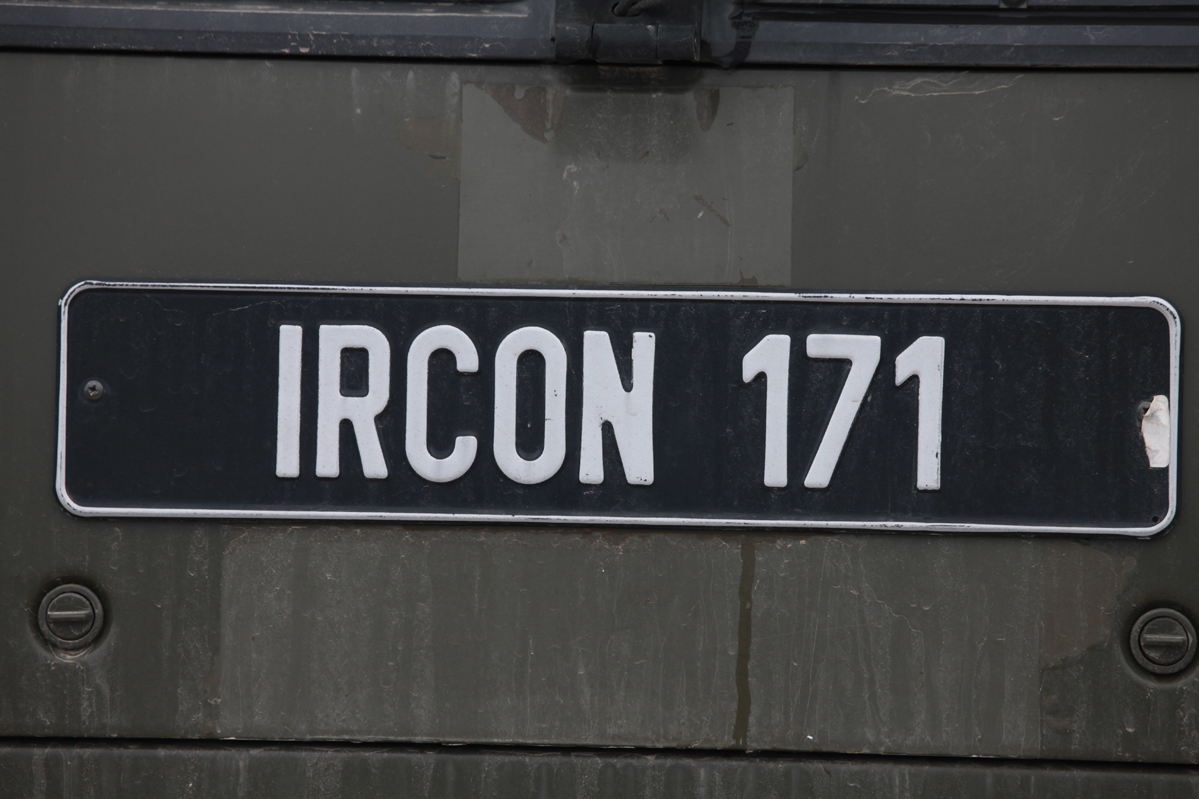
Tablica rejestracyjna pojazdu irlandzkiego kontyngentu KFOR
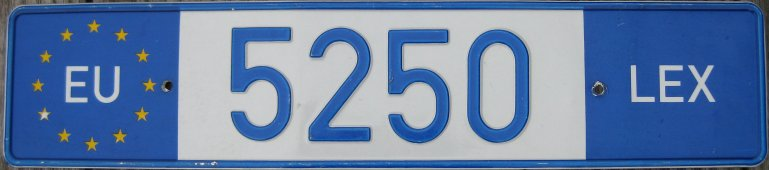
Format (typ z białym tłem) dla pojazdów EULEX
Tablica Rolnicza
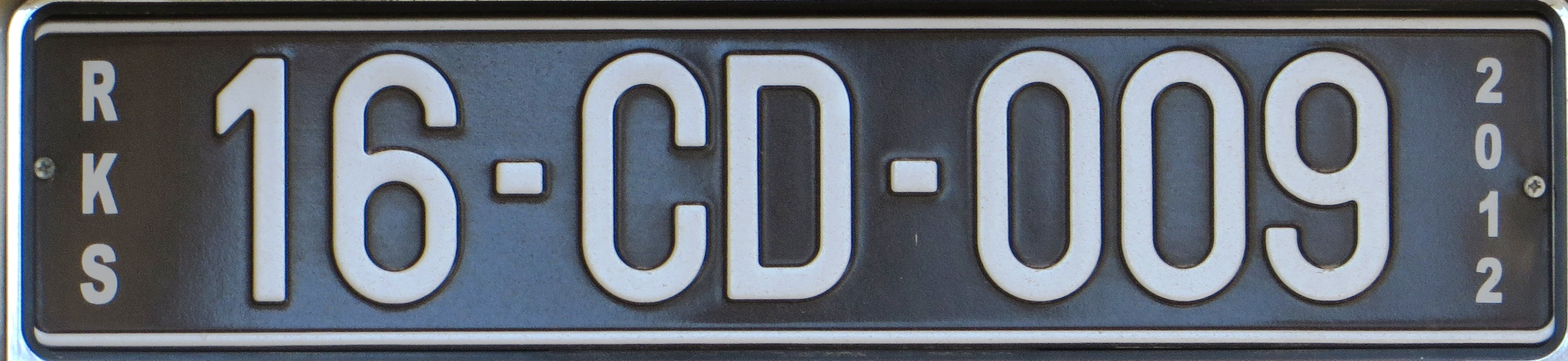
Tablica CD
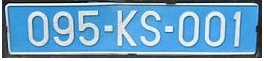
Tablica rejestracyjna UNMIK pojazdu silnikowego Straży Celnej
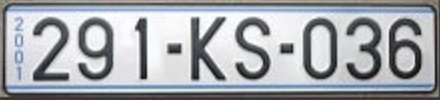
Tablica założycielska w 2001 roku przez UNMIK
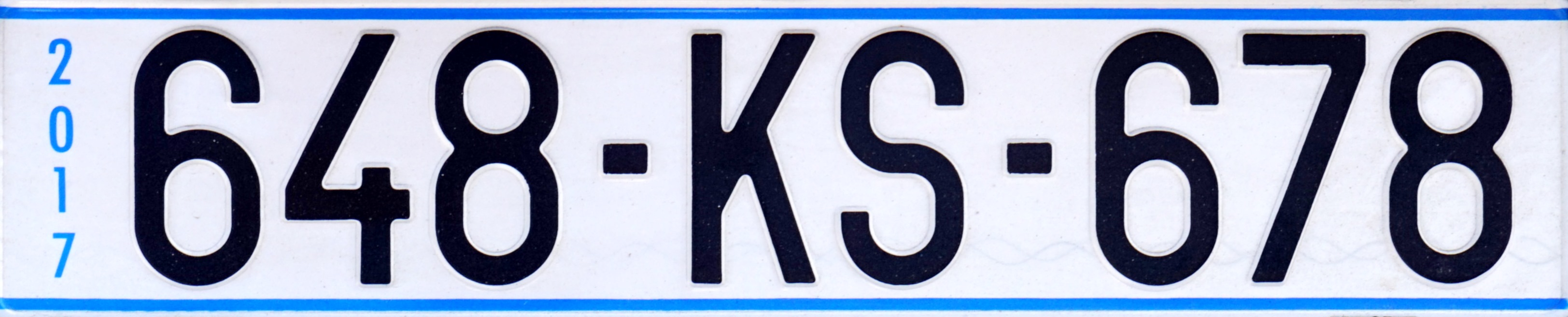
Tablica danych opublikowanych w 2017 r., informacja o tablicach opublikowanych przez UNMIK w 2001 r. Mimo że wprowadzono nowe tablice, preferowano korzystanie z tego wzoru podczas przekraczania granicy do Serbii. Posiadaczom tablic RKS wydawano tymczasowe tablice serbskie.